# Aeschynomene fascicularis
Aeschynomene fascicularis là một loài thực vật có hoa trong họ Đậu. Loài này được Cham. & Schltdl. miêu tả khoa học đầu tiên.